# Vital Borkelmans
Vital Philomene Borkelmans, född 10 juni 1963, är en belgisk fotbollstränare och före detta professionell fotbollsspelare.
Borkelmans spelade främst som vänsterback för fotbollsklubbarna Patro Eisden Maasmechelen, Waregem, Club Brugge KV, Gent, Cercle Brugge och Evergem Center mellan 1979 och 2005. Han vann fyra ligamästerskap, tre belgiska cuper och sex belgiska supercuper, samtliga med Club Brugge. Borkelmans spelade också 22 landslagsmatcher för det belgiska fotbollslandslaget mellan 1989 och 1998.
Efter den aktiva spelarkarriären har han varit tränare för Evergem Center, Blankenberge, Dender EH och för närvarande för Jordanien. Borkelman var också assisterande tränare för det belgiska fotbollslandslaget.